# Fabienne Ficher
Fabienne Ficher (* 25. April 1966 in Paris) ist eine ehemalige französische Leichtathletin, die sich auf den Kurzstreckenlauf spezialisiert hatte.

## Sportliche Karriere
Die 1,75 Meter große Fabienne Ficher startete für Stade Français in Paris. Sie gewann bei den französischen Meisterschaften 1985 und 1987 im 400-Meter-Lauf und wurde 1990 französische Meisterin im 200-Meter-Lauf. Hinzu kamen fünf Hallentitel über 200 Meter und drei Hallentitel über 400 Meter.
Bei den Junioreneuropameisterschaften 1983 in Schwechat belegte Ficher den siebten Platz über 100 Meter und den sechsten Platz über 200 Meter. 1985 bei den Hallenweltspielen in Paris, dem Vorläuferwettbewerb der Hallenweltmeisterschaften, erreichte Ficher den vierten Platz über 200 Meter und lag nur 0,06 Sekunden hinter der Drittplatzierten. 1986 schied sie bei den Halleneuropameisterschaften in Madrid im Halbfinale über 200 Meter aus. Im Sommer 1986 bei den Europameisterschaften in Stuttgart erreichte sie das Finale über 400 Meter und belegte in 51,91 Sekunden den siebten Rang.
Im Jahr darauf bei den Weltmeisterschaften in Rom schied sie im Zwischenlauf über 400 Meter aus. Die 4-mal-400-Meter-Staffel mit Nathalie Simon, Nadine Debois, Helene Huart und Fabienne Ficher belegte im Finale den siebten Platz in 3:27,60 Minuten. 1988 bei den Olympischen Spielen in Seoul schied Ficher über 400 Meter im Viertelfinale aus. Eine Woche später lief die 4-mal-400-Meter-Staffel mit Fabienne Ficher, Nathalie Simon, Évelyne Élien und Nadine Debois ins Olympiafinale und belegte in 3:29,37 Minuten den siebten Platz.
1989 bei den Halleneuropameisterschaften in Den Haag erreichte Ficher den sechsten Platz über 400 Meter. 1990 bei den Europameisterschaften in Split schied sie zunächst im Halbfinale über 200 Meter aus. Die 4-mal-400-Meter-Staffel mit Fabienne Ficher, Viviane Dorsile, Évelyne Élien und Marie-José Pérec lief in 3:25,16 Minuten auf den fünften Rang. 1991 bei den Mittelmeerspielen in Athen gewann Ficher die Silbermedaille über 200 Meter hinter der Italienerin Marisa Masullo. Ficher war auch Schlussläuferin in den Staffeln. Magalie Simioneck, Maguy Nestoret, Valérie Jean-Charles und Fabienne Ficher siegten in der 4-mal-100-Meter-Staffel mit einer Hundertstelsekunde Vorsprung vor den Italienerinnen. Die 4-mal-400-Meter-Staffel gewann mit zweieinhalb Sekunden Vorsprung in der Besetzung Elsa Devassoigne, Véronique Poulain, Francine Landre und Fabienne Ficher.
In den nächsten Jahren war Ficher nur bei internationalen Meisterschaften in der Halle dabei, erreichte aber kein Finale. 1998 bei den Europameisterschaften in Budapest schied sie im Zwischenlauf über 400 Meter aus. Die 4-mal-400-Meter-Staffel wurde Sechste, Ficher lief aber nur im Vorlauf.

## Bestzeiten
- 200 Meter: 23,29 Sekunden, 23. Mai 1998, Montgeron
  - 200 Meter: 23,20 Sekunden, 14. Februar 1999, Lievin (Halle)
- 400 Meter: 51,81 Sekunden, 12. August 1988, Tours
  - 400 Meter: 53,17 Sekunden, 21. Februar 1988, Lievin, und 5. März 1988, Budapest (Halle)